# 121 Hermione
För andra betydelser, se Hermione (olika betydelser).
121 Hermione eller 1970 VE är en asteroid som upptäcktes 12 maj 1872 av den kanadensisk-amerikanske astronomen James Craig Watson i Ann Arbor. Asteroiden har fått sitt namn efter Hermione, dotter till Menelaos och Helena inom grekisk mytologi.
Den tillhör asteroidgruppen Cybele.

## Fysiska egenskaper
Hermiones form beskrivs bäst som två klot som sitter ihop likt en "snögubbe". De två kloten har diametrarna 60 respektive 80 km och deras centrum är åtskilda med 115 km.

## S/2002 (121) 1
Den 22 september 2002 upptäckte W. J. Merline med flera från Keck-observatoriet vid Mauna Kea att asteroiden har en måne som är 18 km i diameter. Omloppsbanan har en radie på 768 eller 795 km från Hermione och är närmast cirkelrund. Omloppstiden är 1,63 eller 2,58 dagar. Månen har föreslagits få namnet LaFayette efter Markisen av Lafayette.